# Arkowate
Arkowate, arki (Arcidae) – rodzina małży nitkoskrzelnych z rzędu Arcoida obejmująca około 200 gatunków występujących w zagłębieniach i szczelinach skalnych głównie w płytkich wodach strefy tropikalnej i umiarkowanie ciepłej. Większość to gatunki morskie, ale są w tej rodzinie również gatunki żyjące w wodach słodkich lub słonawych. Gatunki o większych rozmiarach są poławiane w celach konsumpcyjnych. Rodzajem typowym rodziny jest Arca. W zapisie kopalnym arkowate znane są z kambru.

## Budowa
Muszla równoskorupkowa, w kształcie prostokąta, trapezu lub nieregularna, o promieniście żeberkowanej powierzchni, z wierzchołkiem lekko przesuniętym ku przodowi, długości do 125 mm. Jama płaszczowa całkowicie otwarta, bez syfonów, skrzela postrzępione. Zewnętrzne wiązadełko, zwykle romboidalnego kształtu, mieści się na szerokiej powierzchni grzbietowej. Listwa zamka prosta, z licznymi, drobnymi ząbkami rozmieszczonymi szeregowo, zwiększającymi się w kierunku brzegów. Dwa mięśnie zwieracze mają zbliżoną wielkość. Ich ślady są widoczne na ściankach pustych muszli. 
Gatunki osiadłe przytwierdzają się do skał bardzo silnymi włóknami bisiorowymi. Bisior wolno żyjących gatunków jest szczątkowy.

## Klasyfikacja

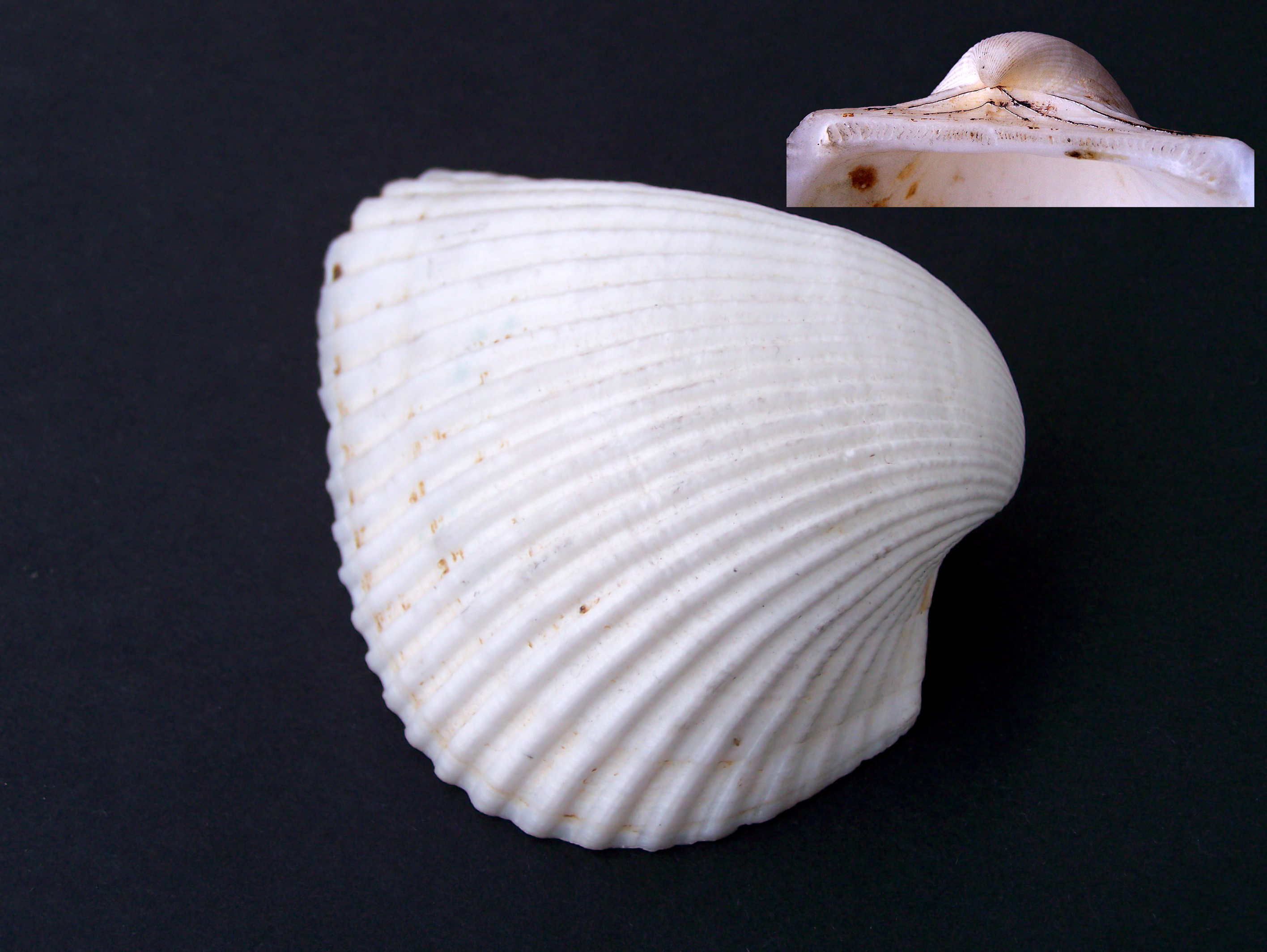
Anadara sp.

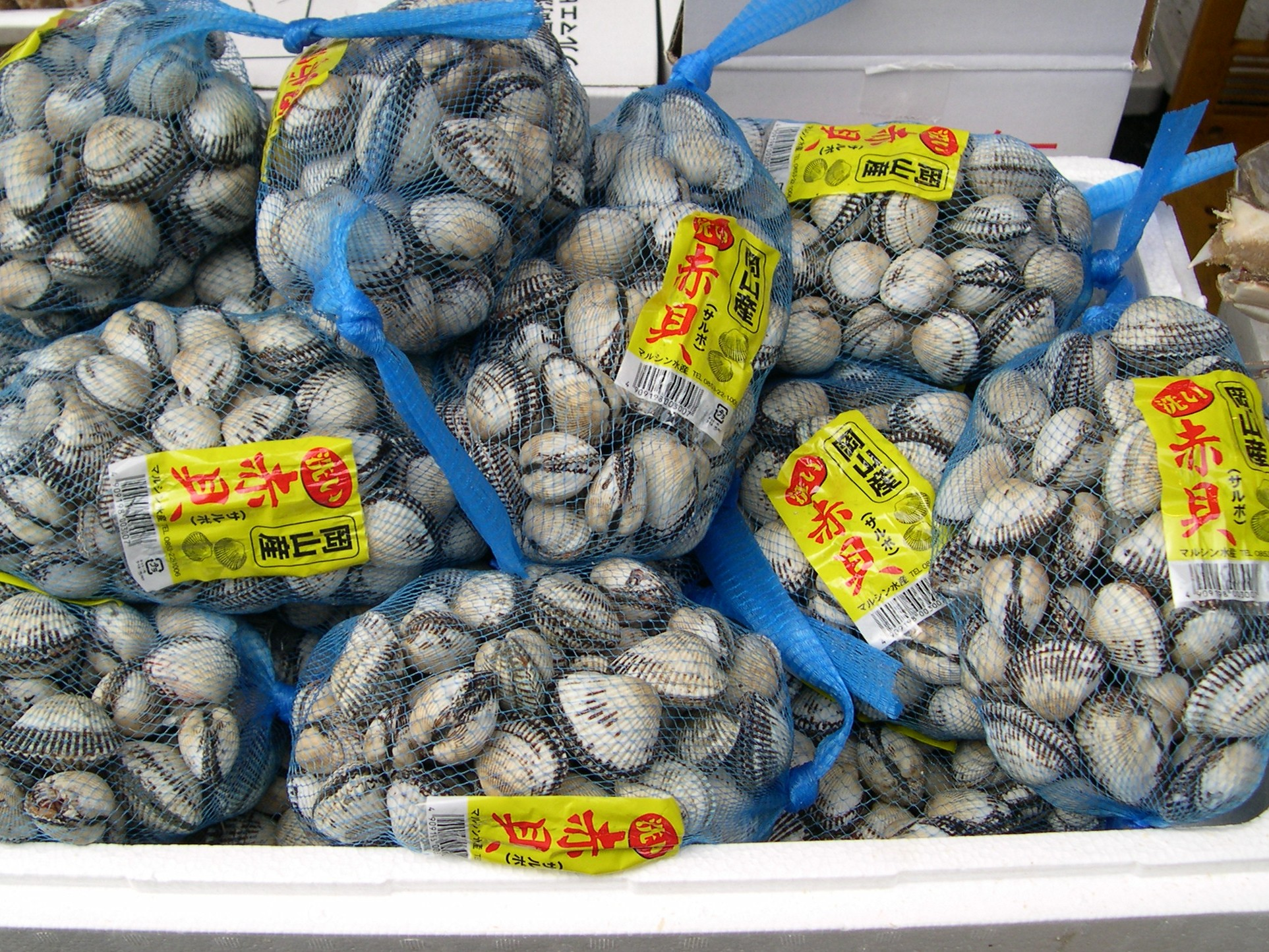
Korabek japoński w markecie rybnym w Tokio

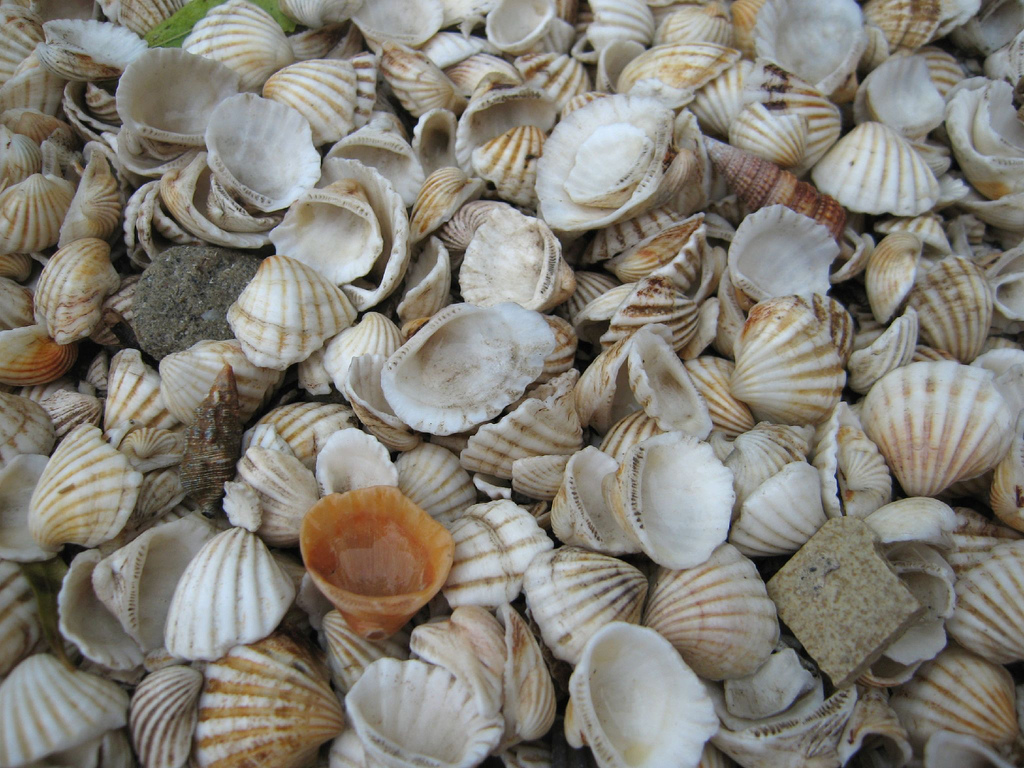
Muszle przedstawicieli rodzaju Senilia

W rodzinie arkowatych wyróżniane są następujące rodzaje:
- Acar
- Anadara
- Arca
- Asperarca
- Barbatia
- Barbatirus
- Bathyarca
- Bentharca
- Calloarca
- Cucullaearca
- Deltaodon
- Destacar
- Fugleria
- Hawaiarca
- Imparilarca
- Larkinia
- Litharca
- Lunarca
- Mabellarca
- Mesocibota
- Microcucullaea
- Mimarcaria
- Miratacar
- Mosambicarca
- Potiarca
- Samacar
- Savignyarca
- Scapharca
- Scaphula
- Senilia
- Tegillarca
- Tetrarca
- Trisidos
- Ustularca
- Vitracar
- Xenophorarca

## Znaczenie gospodarcze
Większe gatunki arkowatych zaliczane są do owoców morza i poławiane komercyjnie. Do gatunków najczęściej poławianych i wykorzystywanych kulinarnie należą m.in.: arka Noego (Arca noae) i korabek japoński (Anadara subcrenata), zwany też arką japońską.